# Eileen Edwards
Pour les articles homonymes, voir Edwards.
Eileen Winifred Edwards (née le 31 mars 1903 à Londres et morte en 1988) est une athlète britannique, spécialiste des épreuves de sprint. 
Elle améliore à trois reprises le record du monde du 200 mètres, réalisant successivement 26 s 2 le 20 août 1924, 26 s 0 le 3 octobre 1926 et 25 s 4 le 12 juin 1927, performance qu'égale la Néerlandaise Tollien Schuurman le 13 août 1933, à Bruxelles.
Elle remporte deux médailles d'or lors des Jeux mondiaux féminins de 1926, sur 250 m et 4 x 110 yards.

## Biographie
Eileen Edwards est née en 1903 à Willesden dans le nord-ouest de Londres. Lorsqu'elle s'est intéressée à l'athlétisme, elle a commencé à concourir dans des disciplines de course à pied.
Elle fut championne britannique à 100 verges en 1924 et 1927 et championne britannique à 220 verges en 1923, 1924 et 1927.
Le 23 septembre 1923, elle établit un record du monde (non officiel) au relais 4 x 200 mètres (avec Vera Palmer, Rose Thompson et Gladys Elliott lors de compétitions à Paris.
En 1924, Edwards a participé aux Ladies 'Olympics 1924 le 4 août à Stamford Bridge à Londres où elle a remporté une médaille d'argent au 100 verges, le 20 août de la même année, elle a établi un record du monde au 200 mètres en compétitions à Londres où elle a battu le record du monde de 2 ans de Mary Line. Elle a amélioré le record du monde le 3 octobre 1926 lors de compétitions à Paris et plus loin le 12 juin 1927 lors de compétitions à Berlin, le record serait maintenu jusqu'en 1933.
Edwards a ensuite participé à la deuxième olympiade féminine du 27 au 29 août 1926 à Göteborg, lors des sports, elle a remporté une médaille d'or au 250 mètres (en un temps record du monde), elle a également remporté une médaille d'or avec l'équipe de relais (avec Dorothy Scouler, Florence Haynes et Rose Thompson) en 4 x 110 verges en un temps record du monde.
En 2012, Edwards a été inclus dans l'Oxford Dictionary of National Biography.